# Karol Praženica
Karol Praženica (* 15. listopadu 1970 Bojnice) je bývalý slovenský fotbalista a současný fotbalový trenér.

## Fotbalová kariéra
Hrál za FK Dukla Banská Bystrica, SK Slavia Praha, FK Dukla Praha, HNK Hajduk Split, OFI Kréta, 1. FC Košice, Fortunu Düsseldorf, SK Dynamo České Budějovice a MATÁV SC Sopron. V československé a české lize nastoupil ve 105 utkáních a dal 2 góly. Za slovenskou reprezentaci nastoupil v 6 utkáních. V roce 1995 vyhrál s Hajdukem Split chorvatskou ligu a v roce 1997 slavil slovenský titul s 1. FC Košice.

### Ligová bilance
| Ročník                                   | Zápasy | Góly | Klub                       |
| ---------------------------------------- | ------ | ---- | -------------------------- |
| 1. československá fotbalová liga 1989/90 | 27     | 0    | FK Dukla Banská Bystrica   |
| 1. československá fotbalová liga 1990/91 | 24     | 0    | FK Dukla Banská Bystrica   |
| 1. československá fotbalová liga 1991/92 | 27     | 2    | SK Slavia Praha            |
| 1. československá fotbalová liga 1992/93 | 16     | 0    | SK Slavia Praha            |
| 1. česká fotbalová liga 1993/94          | 4      | 0    | FK Dukla Praha             |
| Prva hrvatska nogometna liga 1993/94     | 14     | 0    | HNK Hajduk Split           |
| Prva hrvatska nogometna liga 1994/95     | 9      | 0    | HNK Hajduk Split           |
| Řecká Superliga 1995/96                  | 30     | 0    | OFI Kréta                  |
| Corgoň liga 1996/97                      | 23     | 0    | 1. FC Košice               |
| Corgoň liga 1997/98                      | 11     | 0    | FK Dukla Banská Bystrica   |
| Corgoň liga 1998/99                      | 10     | 0    | FK Dukla Banská Bystrica   |
| Gambrinus liga 2000/01                   | 7      | 0    | SK Dynamo České Budějovice |
| OTP Bank Liga 2000/01                    | 7      | 0    | MATÁV SC Sopron            |
| OTP Bank Liga 2001/02                    | 18     | 0    | MATÁV SC Sopron            |
| CELKEM                                   | 227    | 2    |                            |

## Trenérská kariéra
Vedl mj. Rimavskou Sobotu, kde se v lednu 2014 nedohodl na nové smlouvě.